# نهاد أبو غوش
نهاد أبو غوش (20 حزيران 1959-) هو سياسي وإعلامي فلسطيني يساري، من مواليد القدس ، محاضر جامعي وصحفي وكاتب متخصص في الشؤون الإسرائيلية والصراع الفلسطيني الإسرائيلي، أمضى عشر سنوات في سجون الأردن بين 1979-1989. وهو أحد القادة السياسيين في الجبهة الديمقراطية لتحرير فلسطين، وأول أمين إقليم للجبهة الديمقراطية في قطاع غزة بين عامي (1994-1996) وعضو في المجلس الوطني الفلسطيني عام1996، ويشغل حالياً منصب مسؤول الاعلام المركزي للجبهة الديمقراطية في الضفة الغربية.

## حياته
درس نهاد  أحمد حسونة أبو غوش الإبتدائية في مدرسة عبد القادر الحسيني في حي سلوان، والإعدادية في المعهد العربي في بلدة أبو ديس، والثانوية في مدرسة الرشيدية الثانوية في القدس المحتلة عام 1977. نال درجة البكالوريوس في الإدارة من جامعة القدس المفتوحة عام 2007. بدء العمل في جريدة الأهالي الأردنية بين الأعوام (1992-1994)، وساهم في تأسيس جريدة المسارعام 1997 وشغل منصب مدير التحرير حتى عام 2002، ثم انتقل للعمل مراسلًا لجريدة المستقبل اللبنانية خلال الفترة (2000-2006)، وعمل في المكتب الوطني للدفاع عن الأراضي ومقاومة الاستيطان التابع لمنظمة التحرير الفلسطينية بين الأعوام (2004-2009)، ثم انتقل للعمل في وزارة الشؤون الاجتماعية خلال الفترة (2009-2011)، ثم عين مديرًا عامًا ومستشارًا في دائرة شؤون المغتربين في منظمة التحرير الفلسطينية حتى تقاعده عام 2019.
انخرط في النشاطات الطلابية المناهضة للاحتلال. تدرب على السلاح في معسكر معلولة التابع للجبهة الديمقراطية، وكانت مهمته نقل السلاح من سوريا إلى المقاومة في فلسطين، واعتقلته السلطات الأردنية عام 1979 على خلفية عمله وحُكم عليه بالسجن 10 سنوات، بعد الإفراج عنه شغل منصب أمين عام رابطة الشباب الديمقراطي الأردني (رشاد) بين عامي 1989-1990، ثم اختير لعضوية اللجنة المركزية للجبهة الديمقراطية عام 1991. عاد إلى فلسطين عام 1994، وأصبح المسؤول الإعلامي المركزي للجبهة الديمقراطية خلال الأعوام من (2004-2014).  كان عضوًا في العديد من مجالس إدارة المؤسسات ومنها، نقابة الصحفيين الفلسطينيين خلال الفترة (1999 -2012)، مركز حريات لحقوق الإنسان منذ عام 2004، مركز مدى للحريات الإعلامية منذ عام 2005، ورئيس مجلس إدارة مركز واصل لتنمية الشباب خلال الأعوام (2014-2018).